# Horcomotes ocrisia
Horcomotes ocrisia är en insektsart som beskrevs av Ronald Gordon Fennah 1969. Horcomotes ocrisia ingår i släktet Horcomotes och familjen vedstritar. Inga underarter finns listade i Catalogue of Life.